# 小金山 (扬州)
小金山位于扬州市瘦西湖，原名长春岭，系清乾隆年间人工堆筑的山岗，四面环水。山顶布置风亭可供鸟瞰瘦西湖景色，山下临水布置有月观、湖上草堂、绿荫馆、吹台等。咸丰年间毁于兵火，光绪年间恢复，现列为扬州市文物保护单位。